# Handknochen

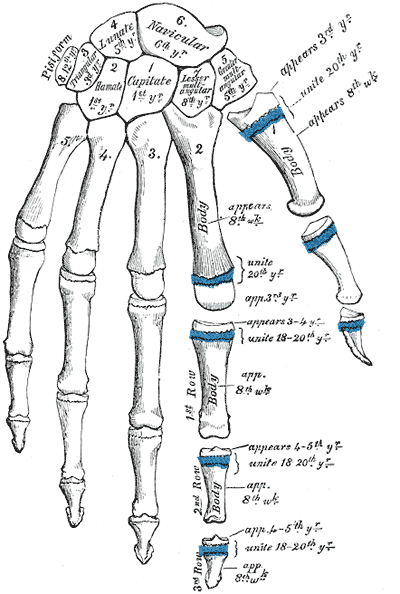
Knochen der Hand
(aus Gray’s Anatomy)

Die Handknochen (lat. Ossa manus) bilden die knöcherne Stütze der Hand bzw. des Vorderfußes. Beim Menschen gibt es 27 Handknochen. Sie werden in drei Gruppen unterteilt:
- Handwurzelknochen (Ossa carpi)
- Mittelhandknochen (Ossa metacarpi)
- Fingerknochen (Ossa digitorum manus)

## Handwurzelknochen (Ossa carpi)
Die acht Handwurzelknochen befinden sich in zwei Reihen zu je vier Knochen. Sie werden daher als körpernahe (proximale) und körperferne (distale) Handwurzelknochen bezeichnet.
Zu den körpernahen (proximalen) Handwurzelknochen (Ossa carpi) zählen (daumenseitig beginnend nach außen):
- Kahnbein (Os scaphoideum, veraltet Os naviculare)
- Mondbein (Os lunatum)
- Dreiecksbein (Os triquetrum)
- Erbsenbein (Os pisiforme)

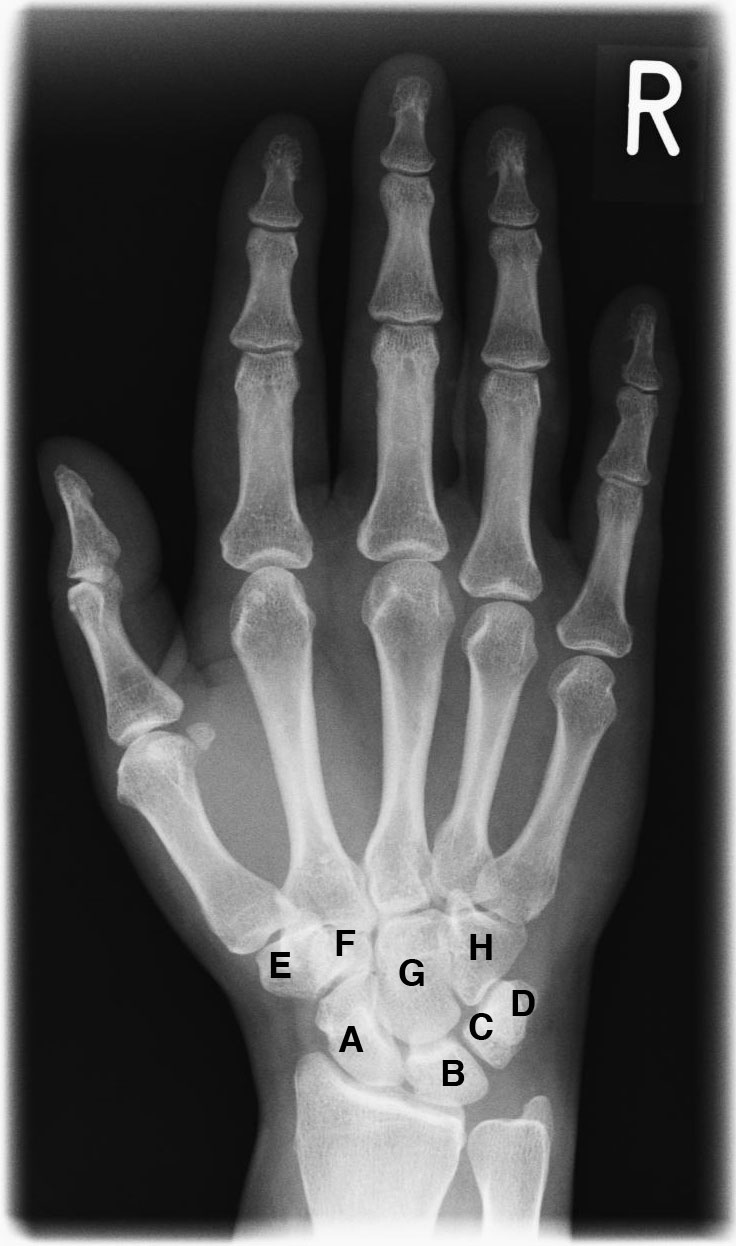
Röntgenaufnahme einer menschlichen Hand. A Kahnbein, B Mondbein, C Dreiecksbein, D Erbsenbein, E Großes Vieleckbein, F Kleines Vieleckbein, G Kopfbein, H Hakenbein

Zu den körperfernen (distalen) Handwurzelknochen zählen (daumenseitig beginnend nach außen):
- Großes Vieleckbein (Os trapezium)
- Kleines Vieleckbein (Os trapezoideum)
- Kopfbein (Os capitatum)
- Hakenbein (Os hamatum)

Die Handwurzelknochen kann man sich mit Hilfe des folgenden Verses merken:
Ein Kahn, der fährt im Mondenschein
im Dreieck um das Erbsenbein.
Vieleck groß, Vieleck klein,
der Kopf, der muss beim Haken sein.

## Mittelhandknochen (Ossa metacarpi)
Die Mittelhandknochen werden daumenseitig beginnend als Os metacarpale I–V (primum, secundum, tertium, quartum, quintum) bezeichnet.

## Fingerknochen (Ossa digitorum manus)
Die Fingerknochen gliedern sich in folgenden Knochen:
- Phalanx proximalis I-V (körpernaher Fingerknochen, Fingergrundglied, in Richtung Handwurzel)
- Phalanx media II-V (mittlerer Fingerknochen)
- Phalanx distalis I-V (körperferner Fingerknochen, Fingerendglied).

Man spricht also etwa beim mittleren Fingerglied des Mittelfingers von der Phalanx media III. Der Daumen besteht nur aus zwei Gliedern, der proximalen und der distalen Phalange.